# Arquelao II
Arquelao II de Macedonia (griego antiguo Ἀρχέλαος Βʹ ὁ Μακεδών), supuesto rey de Macedonia entre el 395/394 a. C. - 393 a. C.
Es mencionado en las fuentes (Diodoro Siculo) como sucesor de Aéropo II, quien había tomado la corona tras el asesinato de Orestes, hermano de Arquelao II. Pero las investigaciones actuales tiende a considerar que Aéropo II tomó el nombre de Arquelao II, y por tanto no existiría este Arquelao II como hermano de Orestes.